# Верле, Барбара
Ба́рбара Мэй Тере́за Верле́ (англ. Barbara May Theresa Werle; 6 октября 1928, Маунт-Вернон, Нью-Йорк, США — 1 января 2013, Карлсбад, Калифорния, США) — американская актриса, певица и журналистка.

## Биография
Родилась в Маунт-Верноне (штат Нью-Йорк, США), но позже она переехала в Лос-Анджелес (штат Калифорния), чтобы начать кинокарьеру. У Барбары был брат — Дональд Верле.

## Карьера
После окончания средней школы в 1950-х годах, Барбара начала карьеру танцовщицы и в начале 1950-х годов она выступала на «Harvest Moon Ball». Верле входила в состав танцевальной команды «Barbara and Mansell», в составе которой она гастролировала по США.
В 1963—1976 года Барбара сыграла в 23-х фильмах и телесериалах.
Также Барбара была певицей и начиная с 2000 года и до своей смерти она выступала в составе калифорнийского хора «St. Elizabeth Seton Traditional Choir».

## Личная жизнь
Барбара была замужем за Джоном Бранкой. У супругов был сын, Джон Бранка-младший, и трое внуков от его брака с Линдой Бранка: Джессика Бранка, Джон Коннор Бранка и Дилан Бранка.

## Смерть
84-летняя Барбара скончалась 1 января 2013 года после продолжительной болезни в Карлсбаде (штат Калифорния, США).

## Избранная фильмография
| Год  |   | Русское название  | Оригинальное название | Роль       |
| ---- | - | ----------------- | --------------------- | ---------- |
| 1965 | ф | Пощекочи меня     | Tickle Me             | Барбара    |
| 1965 | ф | Каникулы в гареме | Harum Scarum          | Лейла      |
| 1965 | ф | Битва в Арденнах  | Battle of the Bulge   | Елена      |
| 1969 | ф | Чарро!            | Charro!               | Сара Рэмси |